# Roy Harrod
Sir Roy Forbes Harrod (ur. 13 lutego 1900, zm. 8 marca 1978) – angielski ekonomista, współtwórca modelu gospodarczego nazwanego później od imion twórców modelem Harroda-Domara.

## Życie
Urodzony w Londynie, uczył się w New College w Oksfordzie. Później spędził jakiś czas w King’s College w Cambridge. Spotkał tam i zaprzyjaźnił się z Johnem Maynardem Keynesem. Po przeprowadzce z powrotem do Oksfordu był opiekunem ekonomii na Christ Church. Pracował jako wykładowca na Nuffield College w latach 1938–1947 oraz 1954-1958. Był w stałym kontakcie z Keynesem, a w późniejszych czasach pisał jego biografię. W 1938 roku poślubił Wilhelmine Cresswell (Billa).

## Lista prac
- International economics (London: Nisbet, and Cambridge: Cambridge University Press; New York: Harcourt and Brace)
- “Doctrines of Imperfect Competition”, Quarterly Journal of Economics, 48, May 1934, s. 442-470.
- “The expansion of Credit in an Advancing Community”, Economica, NS 1, August 1934, 287-299
- The Trade Cycle (Oxford: Clarendon Press, 1936)
- “Mr. Keynes and Traditional Theory, Econometrica, vol 5., January 1937, 74-86.
- “Scope and Method of Economics”, Economic Journal, XLVIII, Sept. 1938, s. 383-412.
- „An Essay in Dynamic Theory”, Economic Journal IL, March 1939, s. 14-33.
- Towards a Dynamic Economics” (London: Macmillan, 1948)
- The Life of John Maynard Keynes (London: Macmillan, 1951)
- „Economic Essays” (London: Macmillan, 1952)
- The Prof: A Personal Memoir of Lord Cherwell (London, Macmillan, 1959)
- „Domar and Dynamic Economics”, Economic Journal LXIX, September 1959, s. 451-464.
- “Second Essay in Dynamic Theory”, Economic Journal LXX, June 1960, s. 277-293.
- “Themes in Dynamic Theory”, Economic Journal VXXIII, September 1963, s. 401-421.
- Sociology, Morals and Mystery (London: Macmillan, 1970).
- Economic Dynamics (London: Macmillan, 1973).
- The Interwar correspondence of Roy Harrod. economia.unipv.it. [zarchiwizowane z tego adresu (2010-10-22)]. (Cheltenham: Elgar, 2003)